# Traverse megye
Traverse megye az Amerikai Egyesült Államokban, azon belül Minnesota államban található. Megyeszékhelye és legnagyobb városa Wheaton. Lakosainak száma 3360 fő (2020. április 1.). Traverse megye Wilkin, Big Stone, Grant, Stevens, Richland és Roberts megyékkel határos.

## Népesség
A megye népességének változása:
| Lakosok száma | 3540 | 3505 | 3443 | 3445 | 3401 | 3360 |
|               | 2010 | 2011 | 2012 | 2013 | 2015 | 2020 |